# Edah Haredit

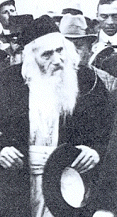
Rabbi Sonnenfeld, le père spirituel de la Edah.

La Edah Haredit, ou Edah HaHaredis, ou HaEdah HaHaredis (hébreu : העדה החרדית), « communauté des Craignant-Dieu », est une fédération de groupes orthodoxes autonomes de juifs religieux haredi (Juifs craignant-Dieu), dotée en Israël de ses propres tribunaux rabbiniques.

## Histoire
La Edah Haredit plonge ses racines dans l'ancien Yichouv de Palestine. On désigne par ce terme les juifs religieux qui vivaient en Palestine avant les débuts de l'implantation sioniste, dans les années 1880. Leurs principaux centres étaient les 4 villes saintes de Safed, Tibériade, Jérusalem et Hébron.
Ces communautés, d'origines séfarade ou ashkénaze, adhéraient pleinement à l'idéologie historique du Judaïsme orthodoxe, selon laquelle l'État juif de l'antiquité fut détruit par la volonté divine en punition des péchés du Peuple. Selon cette approche, seul le messie peut rétablir l'État juif, à l'heure décidée par Dieu.
L'arrivée des sionistes a suscité une forte opposition, pour deux raisons. D'une part, toute tentative humaine de recréer un État juif avant la venue du messie est une attaque contre la volonté divine. D'autre part, le mode de vie laïque des pionniers sionistes (le nouveau Yichouv) était en totale opposition avec le mode de vie religieux de l'ancien Yichouv.
Si presque toutes les communautés orthodoxes de la fin du XIXe siècle et du début du XXe siècle se sont opposées au sionisme naissant, les communautés de Palestine furent parmi les plus fermes dans leur opposition.

### L'Agoudat Israël
Un parti politique religieux, l'Agoudat Israël, a été créé en Europe orientale en 1912, par une coalition de groupes relevant du judaïsme orthodoxe. 
Chacun de ces groupes avait (et a toujours) ses propres options, et une large autonomie idéologique. Cela est dû à la structure même du judaïsme orthodoxe, qui n'a pas de direction centralisée. Chaque rabbin important a donc ses fidèles. 
C'est particulièrement vrai chez les Hassidim, très éclatés sur un modèle quasiment féodal. 
L’Agoudat est le porte-parole de cette coalition de rabbins influents, et en aucun cas il n'est l'émanation de ses militants ou ne peut imposer un avis aux groupes qui le composent. 
La création de l' Agoudat a visé à organiser les juifs religieux dans les États non juifs d'Europe orientale, comme force de pression politique. 
L'idée force était de refuser (plus ou moins largement selon les obédiences) la modernité, de préserver un mode de vie traditionnel assez largement centré sur la communauté, et aussi isolé que possible de l'environnement non religieux. Il s'agissait aussi de lutter contre les « modernistes » au sein du judaïsme : réformés, sionistes, libéraux, socialistes, etc.
Dès 1912, une branche de l’Agoudat s'est implantée au sein de l'ancien Yichouv palestinien, sous l'impulsion des rabbins Yossef Haïm Sonnenfeld et Yizhok Yerouham Diskin, mais elle n'a « réellement commencé à fonctionner qu'après la Première Guerre mondiale. À partir de 1919, son centre est la communauté ultra orthodoxe de Jérusalem ». C'est souvent de 1919 qu'est datée la création de la Edah, même si à l'époque, elle apparait comme une organisation locale de l'ancien Yichouv, très liée à l’Agoudat Israël. 
À compter de 1919, le conflit politique entre l’Agoudat de Palestine et le Yichouv sioniste devient aiguë. L'un des dirigeants locaux de l’Agoudat, Jacob Israël de Haan (1881-1924) ira jusqu'à préconiser l'alliance avec les Arabes palestiniens contre les sionistes. Il est assassiné par la Haganah naissante en 1924.
Conséquence de ce conflit, l'ancien Yichouv palestinien refuse tout rapport avec le nouveau grand-rabbinat de Palestine, mis en place par les institutions sionistes et le pouvoir britannique en Palestine mandataire. 
Un réseau de tribunaux rabbiniques spécifique (indépendant du grand-rabbinat) est donc négocié avec les Britanniques, sous la direction du Rav Sonnenfeld, souvent considéré comme le père spirituel de la Edah.

### La scission de laEdah
À partir des années 1930, la situation de l’Agoudat en Palestine change avec l'arrivée de nombreux rabbins d'Europe orientale fuyant la montée de l'antisémitisme dans les différents pays de cette région. 
Leur venue en Palestine mandataire n'implique pas de ralliement au projet politique sioniste. Mais ils sont conscients des risques courus par leurs fidèles en Europe, et souhaitent leur trouver une solution et une terre où émigrer. 
L'Agence juive pour la Palestine, institution sioniste, distribue les visas d'immigration accordés par les Britanniques. Les nouveaux immigrants religieux furent donc contraints d'établir des contacts avec le mouvement sioniste. « En février 1935 débarque en Palestine une délégation de l’Agoudat Israël mondiale. Elle […] donne l'ordre à sa branche palestinienne de renforcer la collaboration pratique avec les sionistes. […] La grande assemblée de l’Agoudat, tenue en septembre 1937 à Marienbad […] réaffirme son antisionisme de principe […] mais, en pratique, elle décide de renforcer la coordination avec les partis sionistes ».
Pour les tenants de la ligne traditionnelle du parti en Palestine, ces évolutions signifient l'arrêt de la lutte contre les sionistes « hérétiques ». C'est la rupture. Un certain nombre de rabbins, et les communautés qu'ils dirigent quittent l' Agoudat en 1938. La majorité est issue de l'ancien Yichouv, même si certains immigrants ultra orthodoxes plus récents les suivent. Les scissionnistes font alors de la Edah Haredit un groupe totalement indépendant de l’Agoudat de Palestine.

## Organisation
La Edah Haredit n'est pas une organisation centralisée. Tout comme l’Agoudat, mais à un niveau plus affirmé, elle est une fédération très souple de groupes largement autonomes. Chacun de ces groupes est centré sur son rabbin dirigeant (chef de Yeshiva pour les Mitnagdim, ou Admor pour les hassidim), selon le principe de Emounat Khakhamim, « la foi dans les sages », qui exige que chaque Juif pieux suive un « sage », versé dans la Torah.
La Edah est en fait surtout une organisation de tribunaux rabbiniques, définissant par sa jurisprudence les règles de vie des communautés adhérentes, mais sans jamais rentrer dans leur fonctionnement interne.
Cette organisation très souple peut mener à des divergences, voir des dissidences ou des affrontements internes. Ainsi les hassidim de Belz ont-ils quitté la Edah au début des années 1980. 
Les haredim les plus stricts et les plus antisionistes, à savoir la petite organisation des Neturei Karta (« les gardiens de la cité »), ne sont pas formellement membres de la Edah, même si des rapports existent . 

La conférence négationniste organisée par le gouvernement iranien (décembre 2006) a cependant provoqué de vives divergences entre la Edah et certains Neturei. Un groupe de 7 membres d'une faction minoritaire des Neturei Karta (celle du rabbin Moshe Hirsch) a en effet décidé de participer par antisionisme à cette conférence, entraînant la condamnation de la direction de la Edah, traditionnellement dirigée par la direction Satmar. Un Herem (excommunication) a même été envisagé, sans passage à l'acte. La direction Neturei Karta a suivi la Edah. La fracture passe donc plus au sein des Neturei qu'entre ceux-ci et la Edah.

### Les groupesharedimappartenant à laEdah

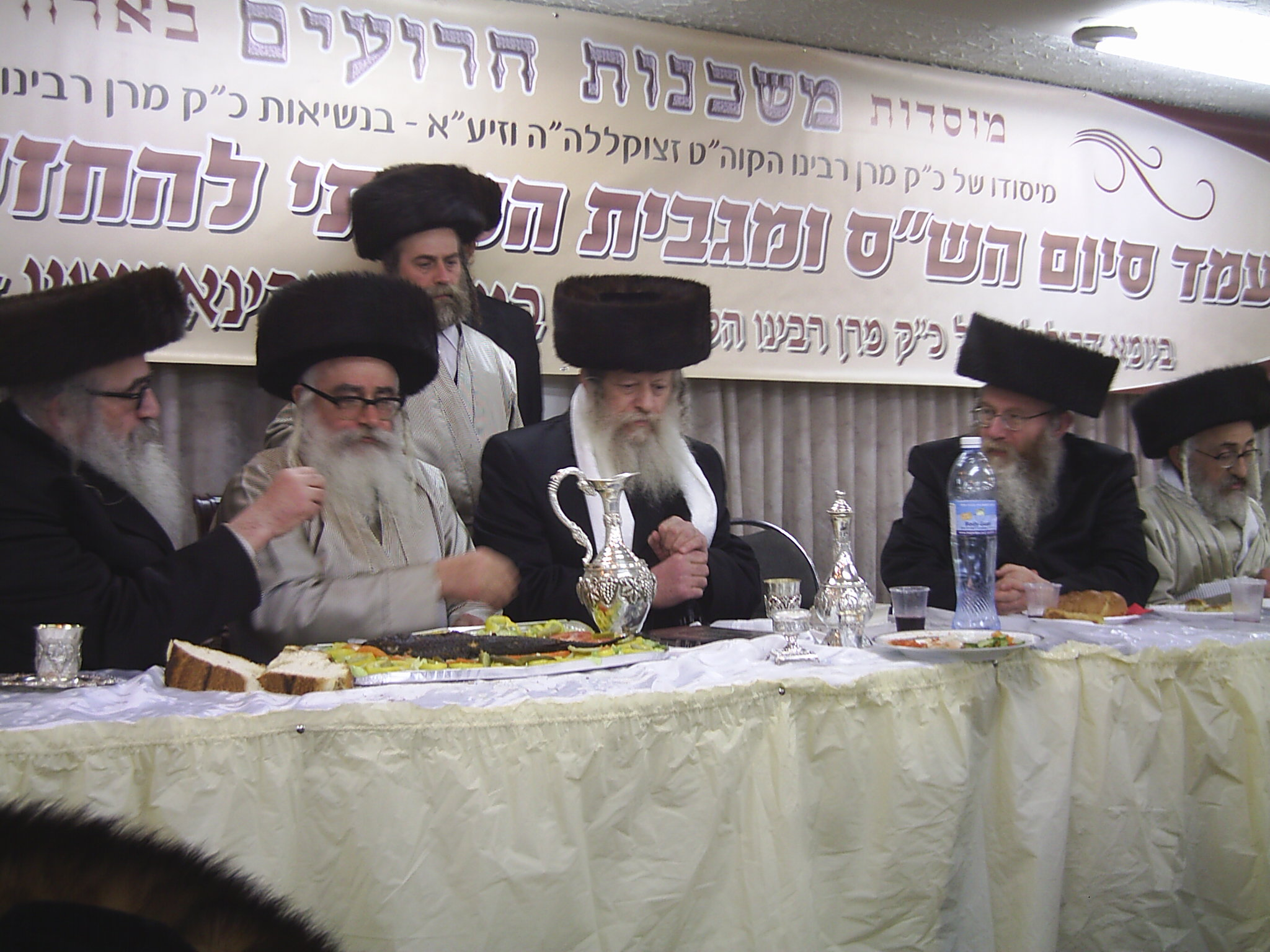
Rabbi Avrohom Yitzchok Ulman de la Edah (au centre), avec Rabbi Rabinowitz, Admor de Mishkenos HoRoim

Ces groupes sont surtout des hassidim, encore que pas exclusivement. Situation en 2007 :
- Communauté des hassidim de Satmar.
- Communauté des hassidim de Dushinsky.
- Communauté des hassidim de Toldos Aharon.
- Communauté des hassidim de Toldos Avrohom Yitzchok.
- Communauté des hassidim de Spink.
- Yeshiva de Brisk, communauté de Jérusalem.
- Communauté des hassidim de Sanz-Tshokave.
- Communauté des Perushim, une faction non-hassidim (dite « lituanienne », ou Mitnagdim) d'ultra-orthodoxes lituaniens et hongrois, incluant un groupe descendant des anciens élèves du Gaon de Vilna.
- La faction de la communauté des hassidim de Breslov dirigée par Rabbi Yaakov Meir Shechter.
- Communauté des Hassidim de Mishkenos HoRoim.

## Spécificité de laEdah Hareditpar rapport aux autresharedim
Il n'y a pas de divergences théoriques fondamentales entre les groupes relevant de la Edah Haredit et les autres haredim. Tous sont d'accord sur l'essentiel. Ils n'acceptent pas le sionisme, ainsi que beaucoup d'aspects de la « modernité » occidentale. Ils prônent ainsi le rejet de la télévision et de ses images « indécentes », le rejet de la démocratie (contraire à Emounat Khakhamim, la « foi dans les sages », qui implique la direction de chaque juif par un rabbin référent), du relativisme moral, de l'homosexualité, de l'égalité homme-femme, de l'évolutionnisme. Ils insistent sur la nécessité de vivre à l'écart du monde moderne, au sein de quartiers réservés (souvent appelés ghetto), sous la stricte direction de leurs rabbins, seule instance de pouvoir légitime à leurs yeux.
La différence entre la Edah et les autres haredim se situe surtout au niveau de la fermeté du rejet. Alors que l'Agoudat Israël et ses dissidences (Shass et Degel HaTorah) participent aux élections israéliennes, les membres de la Edah Haredit appellent de façon systématique à refuser de voter pour l’« État impie ».
Alors que le monde haredi a développé l'éducation et le travail des femmes (dans certaines limites), le réseau éducatif féminin des communautés de la Edah est resté à un niveau volontairement très primitif, et le travail des femmes y est refusé comme « indécent ».
D'un point de vue général, les communautés de la Edah sont beaucoup plus strictes dans leur application des principes communs à tous les haredim.

## Géographie
On retrouve les membres de la Edah haredit principalement à Jérusalem (en particulier dans leur bastion de Mea Sharim), avec des antennes dans l'État de New York, aux États-Unis, mais aussi dans beaucoup de communautés haredim occidentales : Canada, Belgique, France, Pays-Bas, Grande-Bretagne. Comme le montre l'origine de leurs dirigeants, la Edah actuelle n'est pas uniquement centrée sur les descendants de l'ancien Yichouv de Palestine. Elle fédère aussi les communautés les plus strictement haredis de la diaspora.

## Dirigeants de la Edah Haredit

### Grand rabbins (גאב"ד) de la Edah Haredit
1. 1919-1932: le rabbin Yosef Chaim Sonnenfeld (1849-1932)
2. Le Grand Rabbin Yoseph Tzvi, de la dynastie hassidique de Dushinsky (1865-1949)
3. Le rabbin Zelig Reuven Bengis (1864-1953)
4. Le grand rabbin Joel Teitelbaum, chef de la dynastie hassidique de Satmar (1887-1979)
5. 1979-1989: le rabbin Yitzchok Yaakov Weiss (1901-1989), auteur de Minchas Yitzchak, anciennement de Manchester, Angleterre)
6. 1989-1996: Le rabbin Moshe Aryeh Freund (1904-1996), auteur de Ateres Yehoshua, membre de la communauté hassidique de Satmar
7. 1996-2002: Le grand rabbin Yisrael Moshe, de la dynastie hassidique de Dushinsky (1921-2003)
8. depuis 2002: Le rabbin Yitzchak Tuvia Weiss (anciennement dayan d' Anvers, Belgique)

### Présidents (נשיא) de la Edah Haredit
1. Le grand rabbin Joel Teitelbaum, chef de la dynastie hassidique de Satmar (1887-1979)
2. Le grand rabbin Moshe Teitelbaum, chef de la dynastie hassidique de Satmar (1914-2006)
3. Le rabbin Dovid Soloveitchik, Rosh Yeshiva de Brisk, actuel président de la Edah Haredit.

## Liens
- Judaïsme orthodoxe
- Haredim